# Uogólnione zwapnienie ścian tętnic niemowląt
Uogólnione zwapnienie ścian tętnic niemowląt (ang. generalized arterial calcification of infancy, idiopathic arterial calcification of infancy) – rzadka choroba objawiająca się nasilonym wapnieniem i zwężeniem tętnic dużego i średniego kalibru, o początku w okresie niemowlęcym. Od pierwszych opisów choroby w latach 50. XX wieku opisano około 100 przypadków choroby, głównie u dzieci rasy białej. W obrazie histopatologicznym obserwuje się depozyty wapnia w wewnętrznej warstwie sprężystej ściany tętnic, któremu towarzyszy włóknienie i pogrubienie błony wewnętrznej. Sugerowano dziedziczenie autosomalne recesywne. Rokowanie jest złe, najczęstszą przyczyną zgonu jest niedokrwienie mięśnia sercowego. Chorobę opisano po raz pierwszy w latach 40.

## Objawy i przebieg
Przebieg jest burzliwy i ciężki. Dziecko zazwyczaj rodzi się zdrowe, Z czasem pojawiają się niechęć do ssania, wymioty, zaburzenia oddychania, tachypnoe, tachykardia, sinica, nadciśnienie tętnicze. Przyczyną zgonu jest postępująca newydolność krążenia. 85% pacjentów umiera w pierwszym półroczu życia. Regresja zmian i dłuższe przeżycie występują sporadycznie.

## Etiologia
W etiologii schorzenia przypuszczalnie ma udział mutacja w genie ENPP1 kodującym enzym pirofosfatazę/ fosfodiesterazę ekto-nukleotydową-1.